# Turnbull & Asser
Turnbull & Asser è un'azienda britannica, attiva nel settore dell'abbigliamento e degli accessori di lusso, fondata a Londra nel 1885. È principalmente nota per la produzione di camicie e cravatte pregiate.
L'azienda possiede tre negozi a Londra, il principale dei quali è situato al numero 72 di Jermyn Street, e uno a New York.
Tra i noti clienti dell'azienda si ricordano: il principe Carlo, Winston Churchill, Ronald Reagan, George H. W. Bush, John Kerry, Charlie Chaplin e Picasso. Inoltre, i personaggi di fantasia dell'agente segreto James Bond e del milionario Bruce Wayne nel film Il cavaliere oscuro indossano capi Turnbull & Asser.